# Vivente Rege
Der Ausdruck Vivente Rege (lateinisch für zu Lebzeiten des Königs) bzw. Vivente Imperatore (lateinisch für zu Lebzeiten des Kaisers) bezeichnet die Wahl eines neuen Königs, gewöhnlich aus den Reihen der eigenen Dynastie, während der Herrschaft des amtierenden Königs bzw. Kaisers. Üblicherweise wird der Begriff nur verwendet, wenn die Wahl des weiteren Königs im Konsens mit dem Herrscher erfolgte, ansonsten ist der Begriff Gegenkönig gebräuchlich.

## Heiliges Römisches Reich
Im Heiligen Römischen Reich setzte sich die Wahl vivente imperatore früh als üblicher Herrschaftsübergang innerhalb der gleichen Herrscherdynastie durch: Bereits Otto I. erreichte zu seinen Lebzeiten die Wahl seines Sohnes zum König und auch dessen Krönung zum Mitkaiser. Während letzteres der einzige Fall in der Geschichte des Heiligen Römischen Reiches blieb, erreichten bis zum Ende der Staufer alle Herrscher, die das Säuglingsalter überlebende Söhne hatten, Wahl und in der Regel auch Krönung eines dieser Söhne zum Mitkönig. Eine doppelte Ausnahme bildet Konrad III.: Zum einen war die Wahl seines Sohnes Heinrich (VI.) die einzige Königswahl vivente rege – Konrad wurde nie zum Kaiser gekrönt –, zum zweiten starb Heinrich vor seinem Vater und dieser wiederum, bevor die bereits vereinbarte Wahl seines zweiten Sohnes Friedrich durchgeführt werden konnte, der anschließend bei der Königswahl übergangen wurde. Der mit nur zwei Jahren vivente imperatore gewählte, aber nicht gekrönte Friedrich II. wurde nach dem Tod seines Vaters nur knapp ein Jahr später zunächst übergangen – der einzige Fall dieser Art in der Geschichte des Heiligen Römischen Reichs –, setzte sich zum Ende des Deutschen Thronstreits aber als König und späterer Kaiser durch. Konrad IV., der sich mit Gegenkönigen konfrontiert sah, gelang es schließlich nicht mehr, bis zu seinem Tod 1254 eine Königswahl seines erst 1252 geborenen Sohnes zu erreichen.
Als es nach den Staufern keine dominierende Herrscherdynastie mehr gab, fand in über 200 Jahren nur eine Königswahl vivente imperatore statt: 1376 erreichte Karl IV. die Königswahl seines Sohnes Wenzel. Nach Etablierung der Habsburger wurde die Wahl vivente imperatore wieder gängig. Ab Ferdinand I. bis Leopold II. gilt für alle Kaiser, die einen Sohn hatten, dass dieser auch vivente imperatore zum König gewählt wurde.  Bei Ferdinand III. scheiterte die vivente imperatore geregelte Nachfolge allerdings am vorzeitigen Tod Ferdinands IV. Ferdinand I. wiederum ist der einzige Fall in der Geschichte des Heiligen Römischen Reiches, in dem ein Bruder – oder überhaupt eine andere Person als der Sohn des Herrschers –, zum Mitkönig gewählt wurde.
Die vivente imperatore gewählten König waren grundsätzlich Könige mit allen Rechten; ob sie diese ausübten, hing vom Alter des vivente imperatore gewählten Königs und seinem Verhältnis zum Kaiser ab. Mit dem Übergang vom Reise- und Präsenzkönigtum auf eine höfische Herrschaftsausübung wurde sie unüblich, die vivente imperatore gewählten Könige waren nun eine Art Kronprinz. Übten vivente imperatore gewählte Könige ihre Rechte aus, waren von ihnen ausgestellte Urkunden oder erlassene Gesetze grundsätzlich auch ohne Zustimmung des Kaisers gültig. Dem Kaiser kam allerdings durch seinen höheren Rang auch die höhere Autorität zu, weshalb bei einem Widerspruch zwischen kaiserlichem und königlichem Handeln in der Regel die Entscheidung des Kaisers galt. Ein solcher Konflikt konnte aber auch eskalieren, in drei Fällen bis zum militärischen Aufstand: Konrad (III.) und Heinrich (VII.) unterlagen dabei Heinrich IV. bzw. Friedrich II. und wurden jeweils anschließend abgesetzt, Heinrich V. dagegen setzte sich gegen Heinrich IV. durch und zwang diesen zum Thronverzicht. Trotz des Risikos solcher Konflikte bot die Existenz eines Mitkönigs gerade im mittelalterlichen Reich, in dem die Königsmacht wesentlich auch auf Präsenz basierte, bessere Möglichkeiten der Herrschaftsausübung, weil an mehr Orten im großflächigen Reich die Präsenz eines Königs möglich war und Königen vor allem bei Konflikten mit bzw. zwischen Fürsten eine höhere Autorität zukam als Gesandten des Königs bzw. Kaisers. Besonders zeigt sich dies bei Friedrich II. und Karl V., die jeweils König eines weiteren Reiches waren – Friedrich von Sizilien, Karl von Spanien – und sich deshalb und aufgrund militärischer Konflikte für längere Zeiten nicht im Reich aufhielten. Beide sorgten jeweils für die Wahl von Mitkönigen, die in ihrer Abwesenheit die Herrschaft ausübten: Friedrich ließ seine minderjährigen Söhne zu Königen wählen – zunächst Heinrich (VII.) und einige Jahre nach dessen Absetzung Konrad IV. –, die er bis zu ihrer Volljährigkeit jeweils einem so genannten Reichsgubernator unterstellte; Karl V. hatte seinen Bruder Ferdinand I. zunächst nur als Regenten für das Reich eingesetzt, die Königswahl 1531 verschaffte diesem dann eine höhere Autorität in den Konflikten der Reformationszeit.
Während die Königswahl selbst durch die Goldene Bulle Karls IV. codifiziert wurde, galt das für die Königswahl vivente imperatore nicht: Die Goldene Bulle regelte den Ablauf einer Wahl und Krönung nach dem Tod des Königs, aber nicht ausdrücklich zu dessen Lebzeiten. Die Wahl vivente imperatore war Gewohnheitsrecht, für das sich – auch schon vor der Goldenen Bulle – einige weitere Regeln herausbildeten: So erfolgte die Wahl eines Mitkönigs – mit der bereits genannten Ausnahme bei Konrad III. – erst nach der Kaiserkrönung des Herrschers, womit die Hierarchie der Herrscher eindeutig war, es wurde nie mehr als ein Mitkönig gewählt, so dass beim Tod des Kaisers ein eindeutiger Übergang von Herrschaft und Anspruch auf die Kaiserkrone erfolgte, und die Wahl eines Mitkönigs fand nur im Konsens mit dem Kaiser – und in der Regel auf dessen Betreiben – statt. Die Wahl- und teilweise auch die Krönungsorte wichen häufig von der Vorgabe der Goldenen Bulle, nach der die Wahl in Frankfurt am Main zu erfolgen hatte, ab.
Obwohl die vivente imperatore gewählten Könige grundsätzlich vollwertige Könige waren und einige von ihnen auch vivente imperatore eigenständig Herrschaft ausübten, werden sie in den Königslisten nur dann mit einer Ordnungsnummer gezählt, wenn sie den jeweiligen Kaiser überlebten. Für die vivente imperatore verstorbenen bzw. abgesetzten Könige – wobei die beiden abgesetzten Könige jeweils noch zu Lebzeiten ihres Vaters starben – hat sich eingebürgert, die Ordnungsnummer, die sie erhalten hätten, in Klammern zu verwenden (so steht Heinrich (VI.) zeitlich zwischen Heinrich V. und Heinrich VI.). Davon abweichend wird Ferdinand IV., obwohl zu Lebzeiten seines Vaters verstorben, mit regulärer Ordnungsnummer geführt, es gab allerdings auch nach ihm bzw. seinem Vater keinen Herrscher dieses Namens mehr.

## Weitere Königreiche
Der polnische König Johann II. Kasimir war gegen Ende seiner Regierungszeit ein starker Vertreter des Vivente Rege, doch sein Reformvorhaben wurde durch die Lubomirski-Konföderation verhindert, da diese ein Aufkeimen absolutistischer Regierungsform in Polen-Litauen befürchtete.